# Route nationale 98
Die Route nationale 98, kurz N 98 oder RN 98, ist eine französische Nationalstraße, die 1824 zwischen Toulon und Saint-Tropez festgelegt wurde. Sie geht auf die Route impériale 117 zurück. Ihre Länge betrug 62 Kilometer. 1870 wurde sie ab Les Marines-de-Cogolin nach Fréjus geführt. Das Stück nach Saint-Tropez blieb weiterhin ein Teil der N98 (als Seitenast), erhielt aber erst 1933 eine eigene Nummer. Die Länge stieg auf 87 Kilometer, sowie 5 Kilometer für den Ast nach Saint-Tropez. 1933 erfolgte dann die Verlängerung bis Mandelieu-la-Napoule. Dafür übernahm sie die Trasse der N7, die von der Küstenstraße weggenommen wurde und durch das Massif de L'Esterel geführt wurde. Die Gesamtlänge der N98 betrug dann 123 Kilometer. 1978 übernahm die N98 von der N559 mehrere Abschnitte, sowie die N559C und verlief dann bis Roquebrune-Cap-Martin:
- N 98 Toulon - La Napoule
- N 559 La Napoule - Cannes
- unterbrochen durch die N7
- N 559 Golfe-Juan - Antibes
- N 559C Antibes
- N 559 Antibes - N7
- unterbrochen durch die N7
- N 559 Nizza - Roquebrune-Cap-Martin

2006 wurde sie abgestuft und existiert heute nur noch als Verlängerung der A570 nach Hyères hinein.

## N 98a
Die Route nationale 98A, kurz N 98A oder RN 98A, war von 1933 bis 1973 ein Seitenast der N98, der von dieser bei Les Marines de Cogolin abzweigte und nach Saint-Tropez führte. Die Länge betrug 5 Kilometer. Es handelte sich um ein Teil der N98, der bei der Reform von 1932 eine eigene Nummer erhielt.

## N 98b
Die Route nationale 98B, kurz N 98B oder RN 98B, war von 1933 bis 1973 ein Seitenast der N98, der von dieser in Fréjus-Plage abzweigte und zur N7 in Fréjus verlief. Von 1904 bis 1933 war dieses Stück Teil der N7.

## N 98c
Die Route nationale 98C, kurz N 98C oder RN 98C, war von 1933 bis 1973 ein Seitenast der N98, der von dieser in Saint-Raphaël abzweigte und nach Fréjus führte. Die Länge betrug 3 Kilometer.

### N 98cbis
Die Route nationale 98C Bis. kurz N 98C Bis oder RN 98C Bis, war von 1969 bis 1973 ein Seitenast der N98C, der von dieser am östlichen Ortsrand von Fréjus abzweigte und zur N98 verlief. Sie ist heute Kommunalstraße (Rue du Maréchal Gallieni).

## N 1098
Die Route nationale 1098, kurz N 1098 oder RN 1098, war von 2004 bis 2006 ein Seitenast der N98, der von dieser in Sainte-Maxime abzweigte und zur Anschlussstelle 36 der A8 und N7 führte. Abgestuft wurde sie zur D25 und D125.